# Molí de marea de Corroios

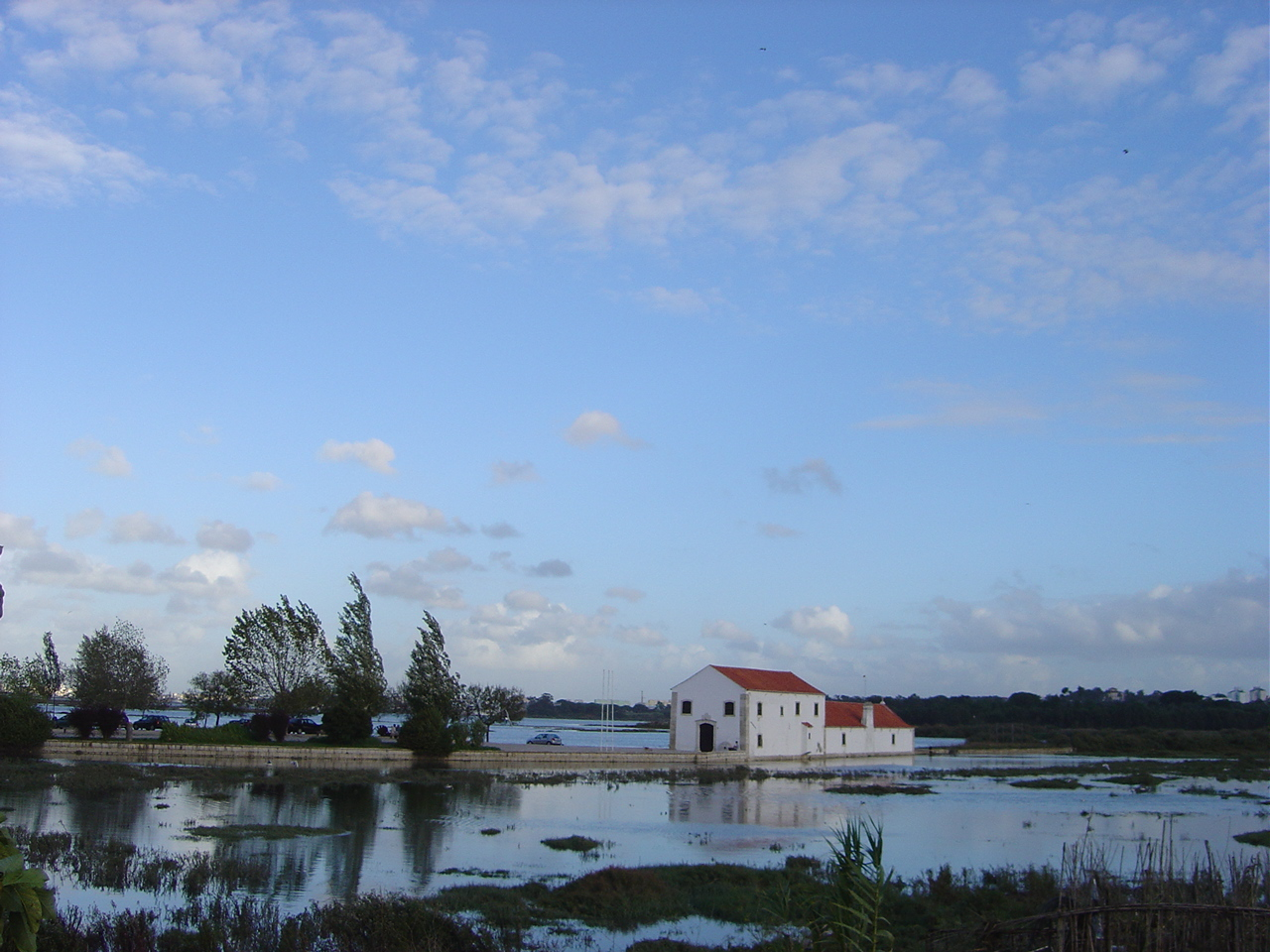
Molí de marea de Corroios

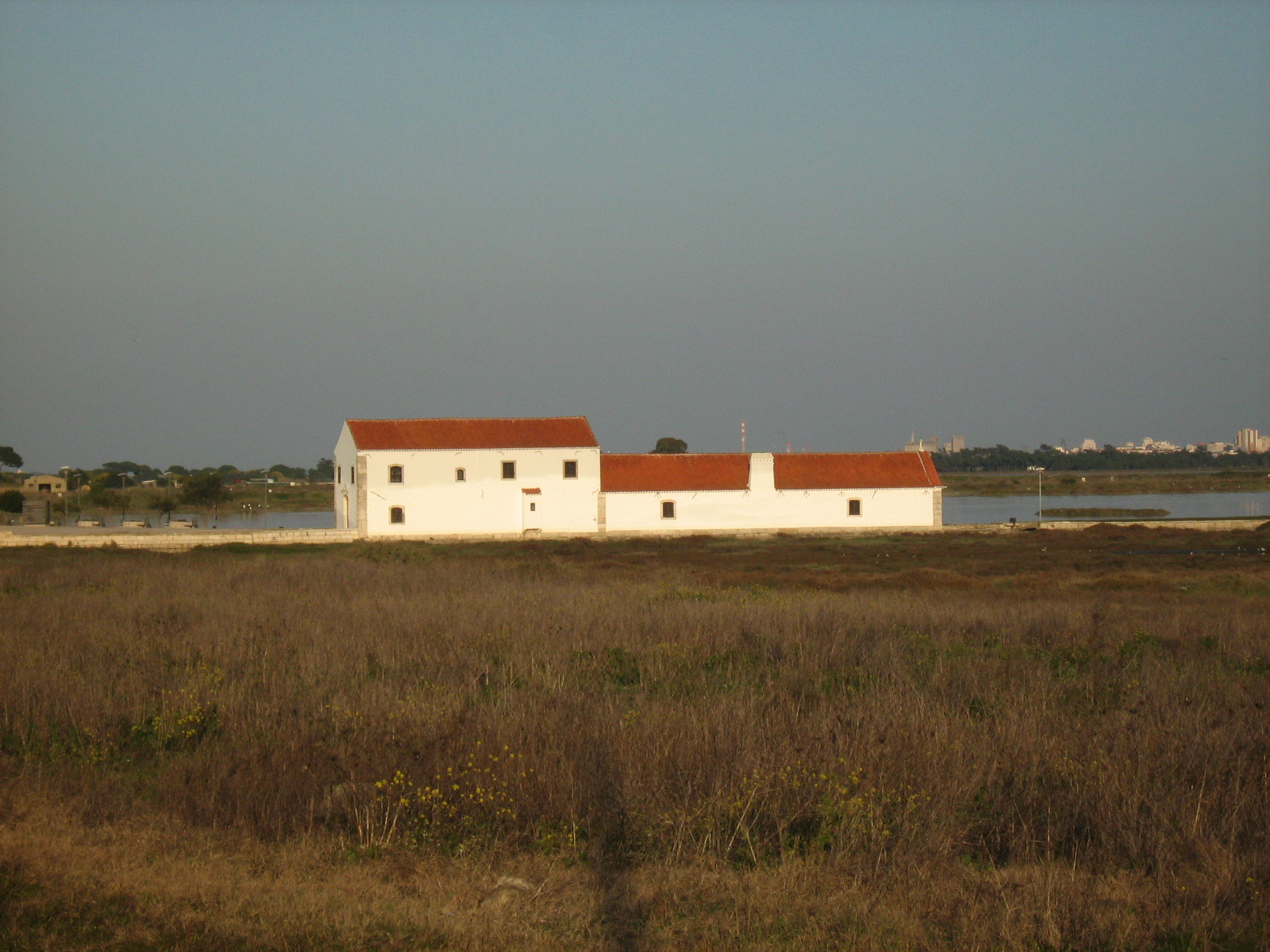
Molí de marea de Corroios vist des de l'oest

El Molí de marea de Corroios, també anomenat Molí do Castelo, és un molí construït al 1403 per ordre de Nuno Álvares Pereira.
Donat al Convent do Carmo (Lisboa), s'amplià a la primeria del segle xviii després d'haver sofert grans danys pel terratrèmol de 1755. Durant l'extinció dels ordes religiosos, el molí s'incorporà a la Hisenda Nacional i fou adquirit, al 1836, per João Luís Lourenço.
En l'inici del s. XX el molí s'emprà també per a esclofollar l'arròs.
El 1980 el comprà la Cambra Municipal de Seixal, que el restaurà i l'obrí al públic com a part del seu Ecomuseu Municipal.
El Molí de Corroios és dels pocs que es manté en funcionament a l'àrea de l'estuari del Tejo.